# اتاموکسی‌تری‌فتول
اتاموکسی‌تری‌فتول (انگلیسی: Ethamoxytriphetol) که با نام MER-25 هم شناخته می‌شود، یک ترکیب آلی صناعی و یک ضد استروژن غیر استروئیدی است که در اواخر دههٔ ۱۹۵۰ تا اوایل دههٔ ۱۹۶۰ میلادی در دست بررسی و آزمایش بود اما هرگز به بازار دارویی عرضه نشد. این دارو که در سال ۱۹۵۸ گزارش شد، نخستین مادهٔ ضد استروژنی بود که کشف شد و اساساً فاقد هرگونه عملکرد استروژنی است و در تمامی گونه‌های آزمایش‌شده، فعالیت استروژنی بسیار اندکی از خود نشان داده‌است. البته بعدها اثرات استروژنی خیلی کمی از آن در رحم مشاهده شد و در نتیجه نمی‌توان آن را یک ضد استروژن خالص (آنتاگونیست خالص گیرنده استروژن) به‌حساب آورد، بلکه به لحاظ فنی می‌توان آن را نوعی از تعدیل‌کننده‌های انتخابی گیرنده استروژن در نظر گرفت. البته وقتی مقاصد درمانی و بالینی مد نظر باشد، آن را در هر حال، یک ضد استروژن خالص محسوب می‌کنند.
این مادهٔ در حیوانات اثرات ضدبارداری ایجاد می‌کند و به عنوان نوعی قرص ضدبارداری مورد توجه بود، اما تولیدش به سبب قدرت اثر ضعیف و ایجاد اثرات جانبی بر روی دستگاه عصبی مرکزی از جمله توهم و روان‌پریشی با دوزهای بالا متوقف شد. عوارض جانبی گوارشی غیرقابل پیشگیری نیز گزارش شده بود. پیش از توقف تولید، این دارو به سه بیمار مبتلا به سرطان پستان متاستازداده تجویز شد و مشاهده گردید که دردهای استخوانی را کاهش داد که احتمالاً به دلیل انحلال متاستازهای استخوانی بود. این دارو برای القای تخمک‌گذاری، درمان ورم پستان مزمن و سرطان مخاط رحم هم آزمایش شده بود.
اتاموکسی‌تری‌فتول یک مشتق سادهٔ تری‌فنیل‌اتانول است و از لحاظ ساختمانی، شباهت‌های فراوانی به ریشهٔ تری‌فنیل‌اتیلن در داروهای تعدیل‌کننده‌های انتخابی گیرنده استروژن نظیر کلومیفن سیترات و تاموکسیفن دارد. این دارو همچنین مشتقی از داروهی کاهندهٔ کلسترول تری‌پارانول است (که آنهم خودش از کلروتریانیسن به‌دست می‌آید) و در آغاز برای درمان بیماری سرخرگ کرونری ساخته و آزمایش می‌شد. اثرات ضد استروژنی این دارو توسط یک متخصص جوان غدد درون‌ریز و متابولیسم به نام لئونارد لرنر در جریان یک پژوهش کشف شد که متوجهٔ شباهت ساختمانی آن با تری‌فنیل‌اتیلن استروژن شد.